# Vianí
Vianí est une municipalité située dans le département de Cundinamarca, en Colombie.